# Unciola petalocera
Unciola petalocera is een vlokreeftensoort uit de familie van de Unciolidae. De wetenschappelijke naam van de soort is voor het eerst geldig gepubliceerd in 1876 door Sars.